# Лонак
Лона́к (фр. и окс. Launac) — коммуна во Франции, находится в регионе Юг — Пиренеи. Департамент — Верхняя Гаронна. Входит в состав кантона Гренад. Округ коммуны — Тулуза.
Код INSEE коммуны — 31281.

## География

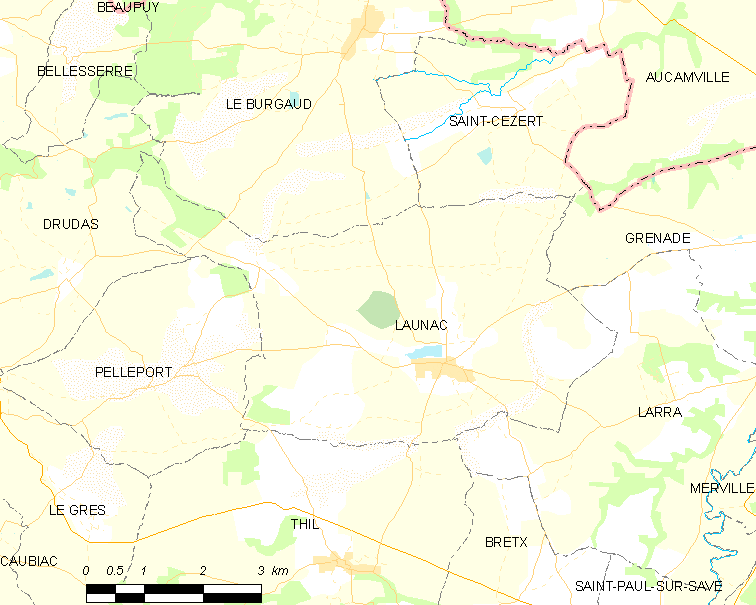
Карта коммуны

Коммуна расположена приблизительно в 580 км к югу от Парижа, в 27 км к северо-западу от Тулузы.

## Климат
Климат умеренно-океанический. Зима мягкая и снежная, весна характеризуется сильными дождями и грозами, лето сухое и жаркое, осень солнечная. Преобладают сильные юго-восточные и северо-западные ветры.

## Население
Население коммуны на 2010 год составляло 1267 человек.
| 1962 | 1968 | 1975 | 1982 | 1990 | 1999 | 2010 |
| ---- | ---- | ---- | ---- | ---- | ---- | ---- |
| 554  | 516  | 516  | 626  | 740  | 963  | 1267 |

## Администрация
| Период | Период | Фамилия          | Партия                  | Примечания |
| ------ | ------ | ---------------- | ----------------------- | ---------- |
| ?      | 1981   | Жан-Мари Латриль |                         |            |
| 1981   | 2013   | Жан Аррекгрос    | Социалистическая партия |            |
| 2013   | 2014   | Франсуа Кампо    |                         |            |
| 2014   | 2020   | Никола Аларкон   |                         |            |

## Экономика
В 2010 году среди 835 человек трудоспособного возраста (15—64 лет) 675 были экономически активными, 160 — неактивными (показатель активности — 80,8 %, в 1999 году было 78,5 %). Из 675 активных жителей работали 616 человек (330 мужчин и 286 женщин), безработных было 59 (24 мужчины и 35 женщин). Среди 160 неактивных 58 человек были учениками или студентами, 52 — пенсионерами, 50 были неактивными по другим причинам.

## Достопримечательности
- Церковь Св. Стефана (1873 год) в нео-готическом стиле
- Замок Лонак[фр.] (XIII век). Исторический памятник с 1927 года[4]
- Крытый рынок (1850 год)

## Фотогалерея

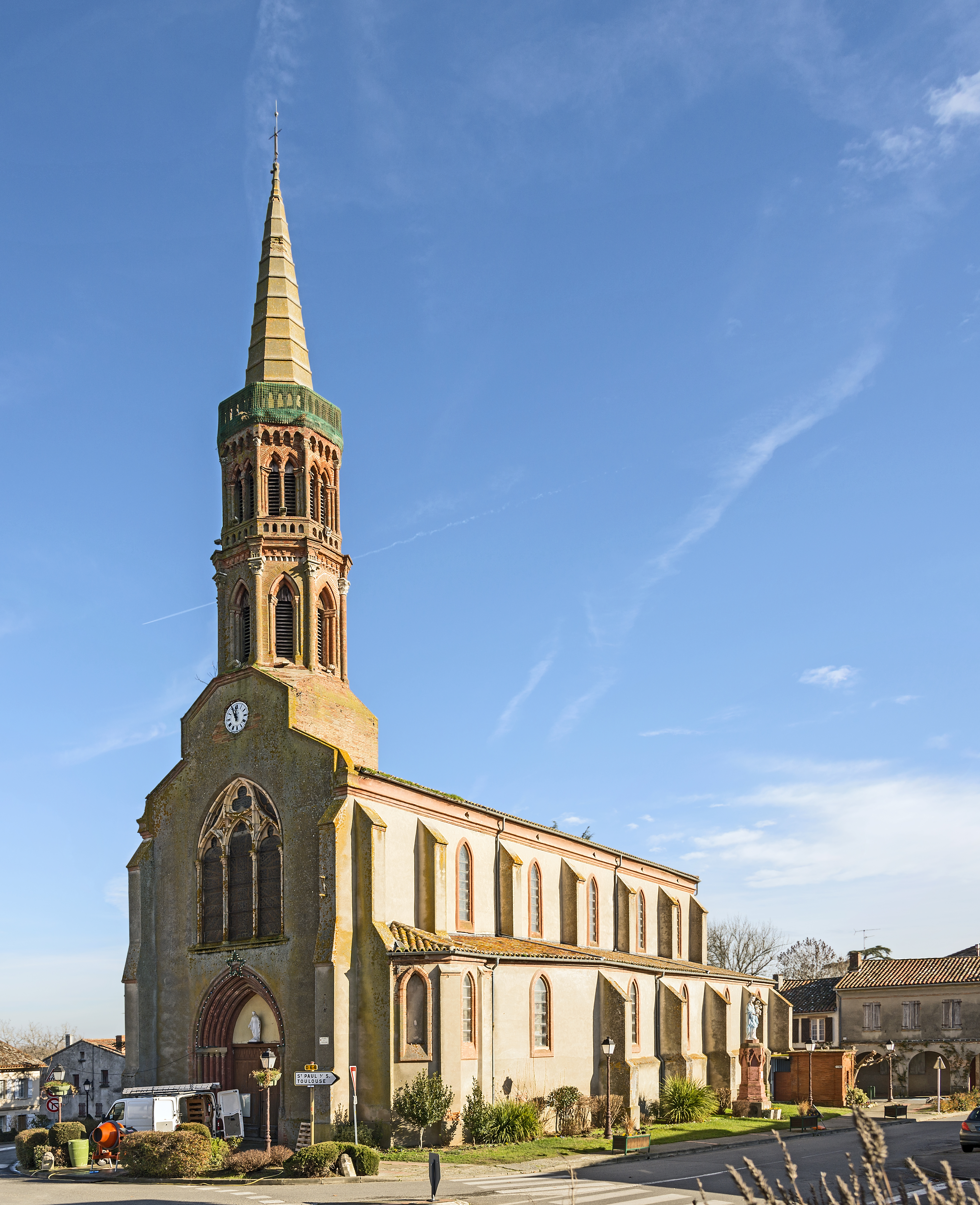
Церковь Св. Стефана
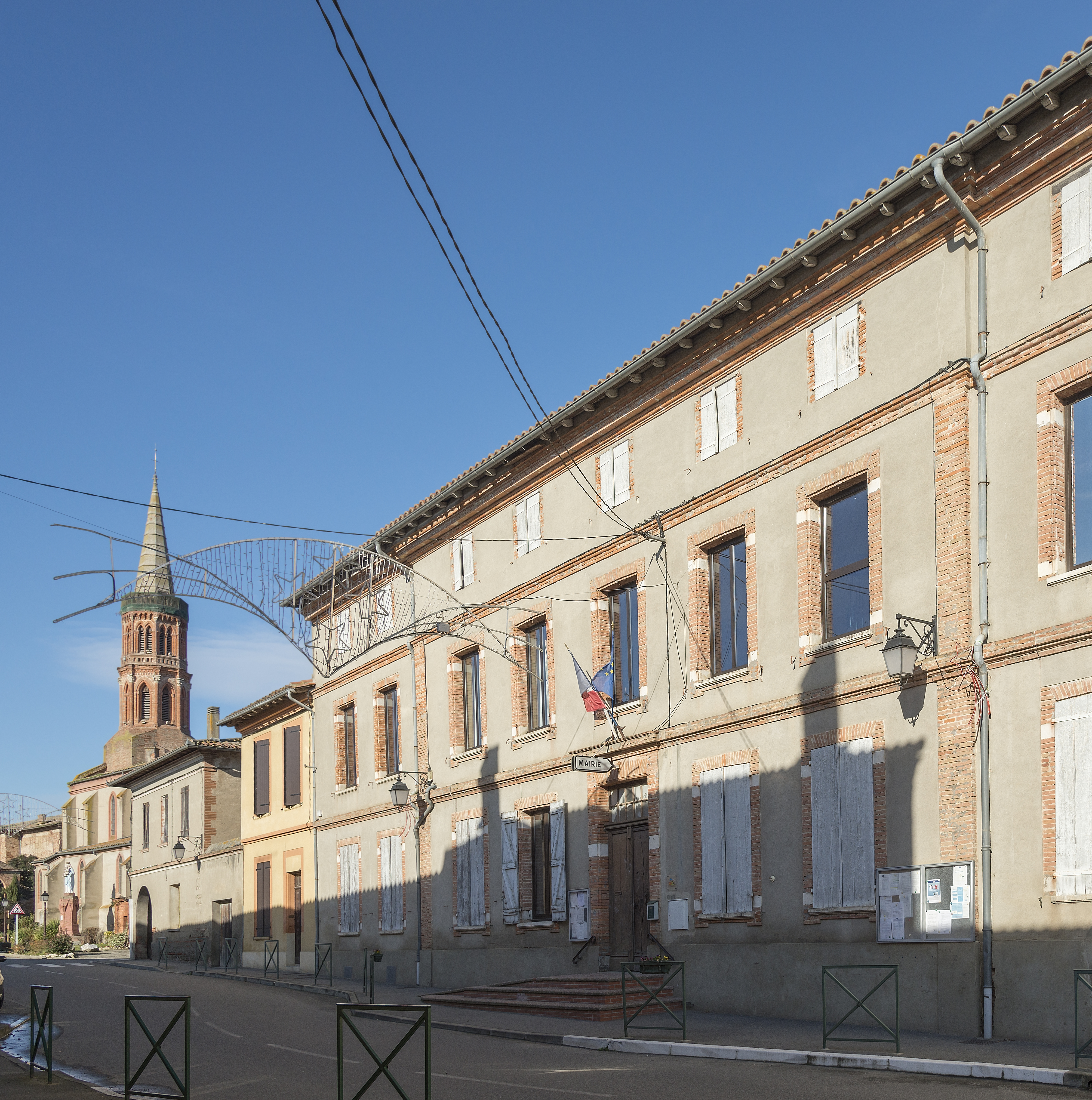
Мэрия
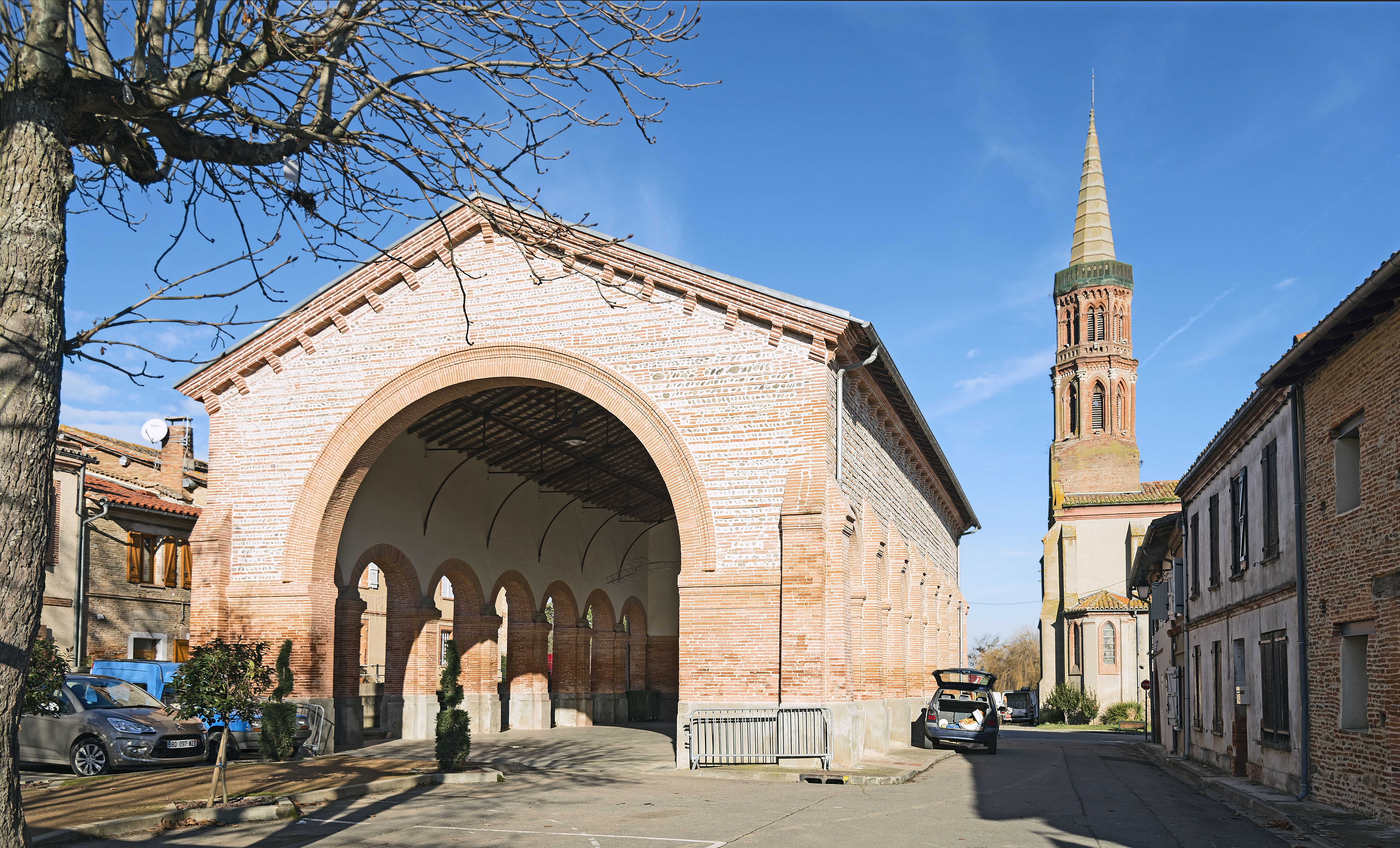
Крытый рынок
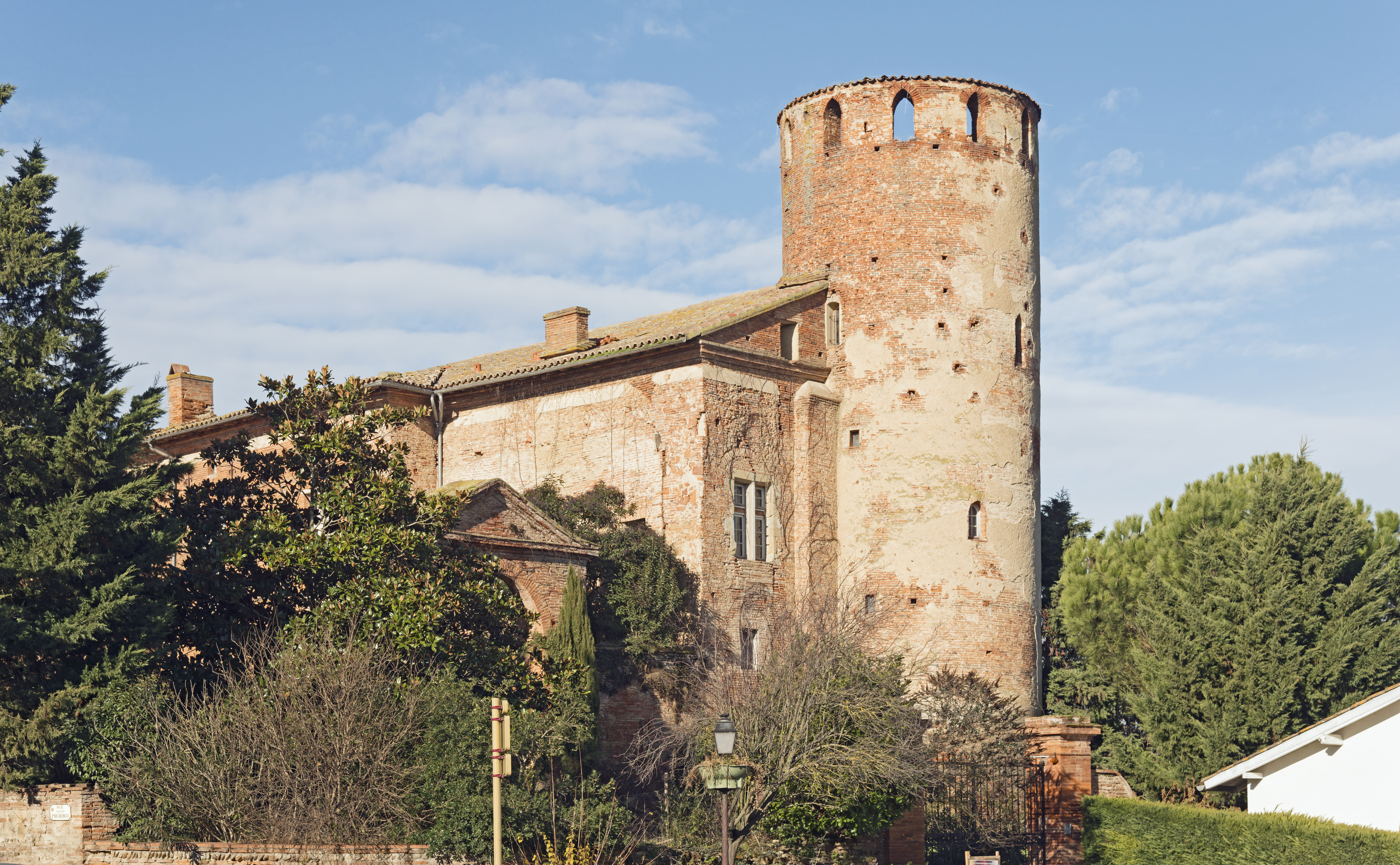
Замок Лонак
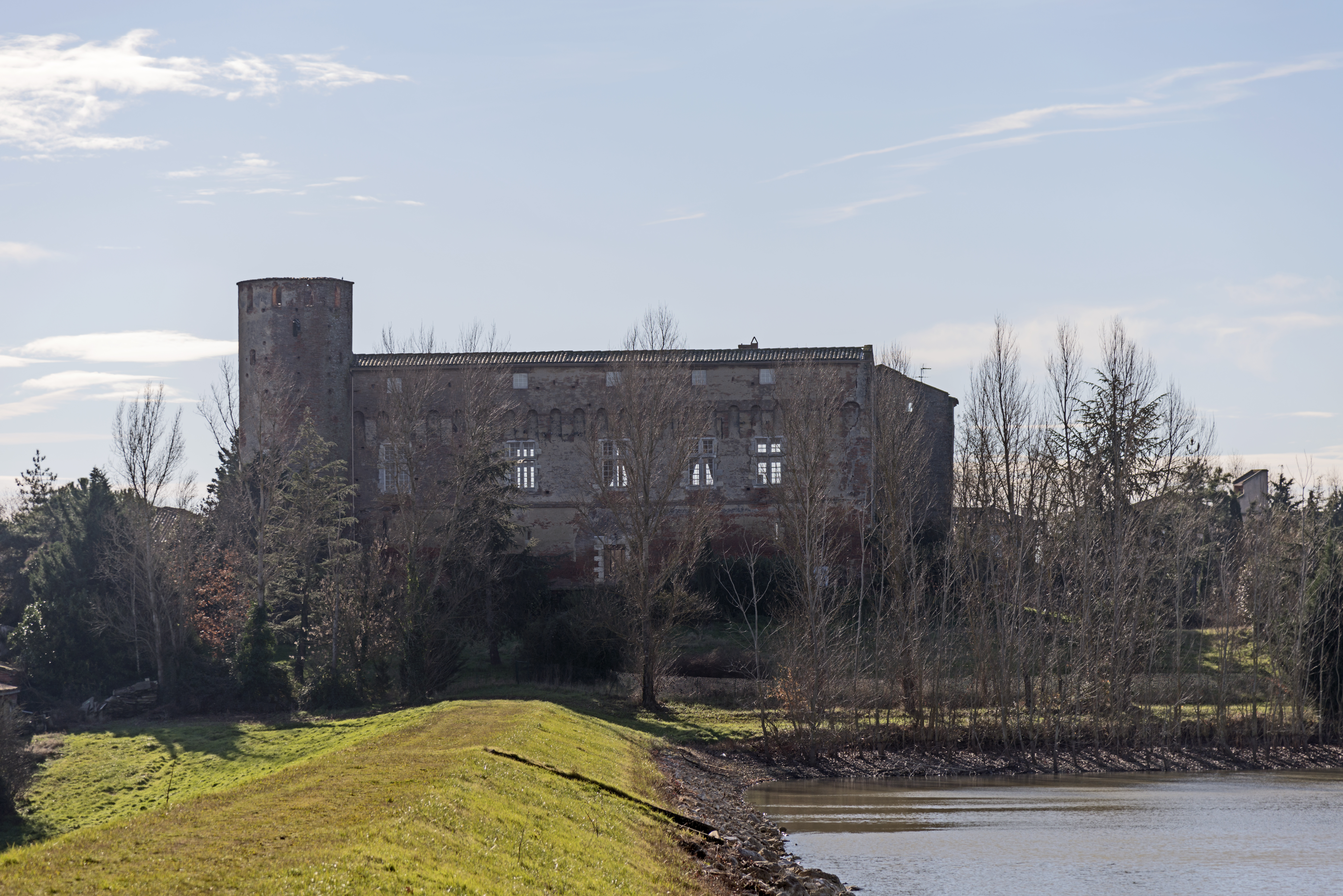
Замок Лонак